# Rijnpatent

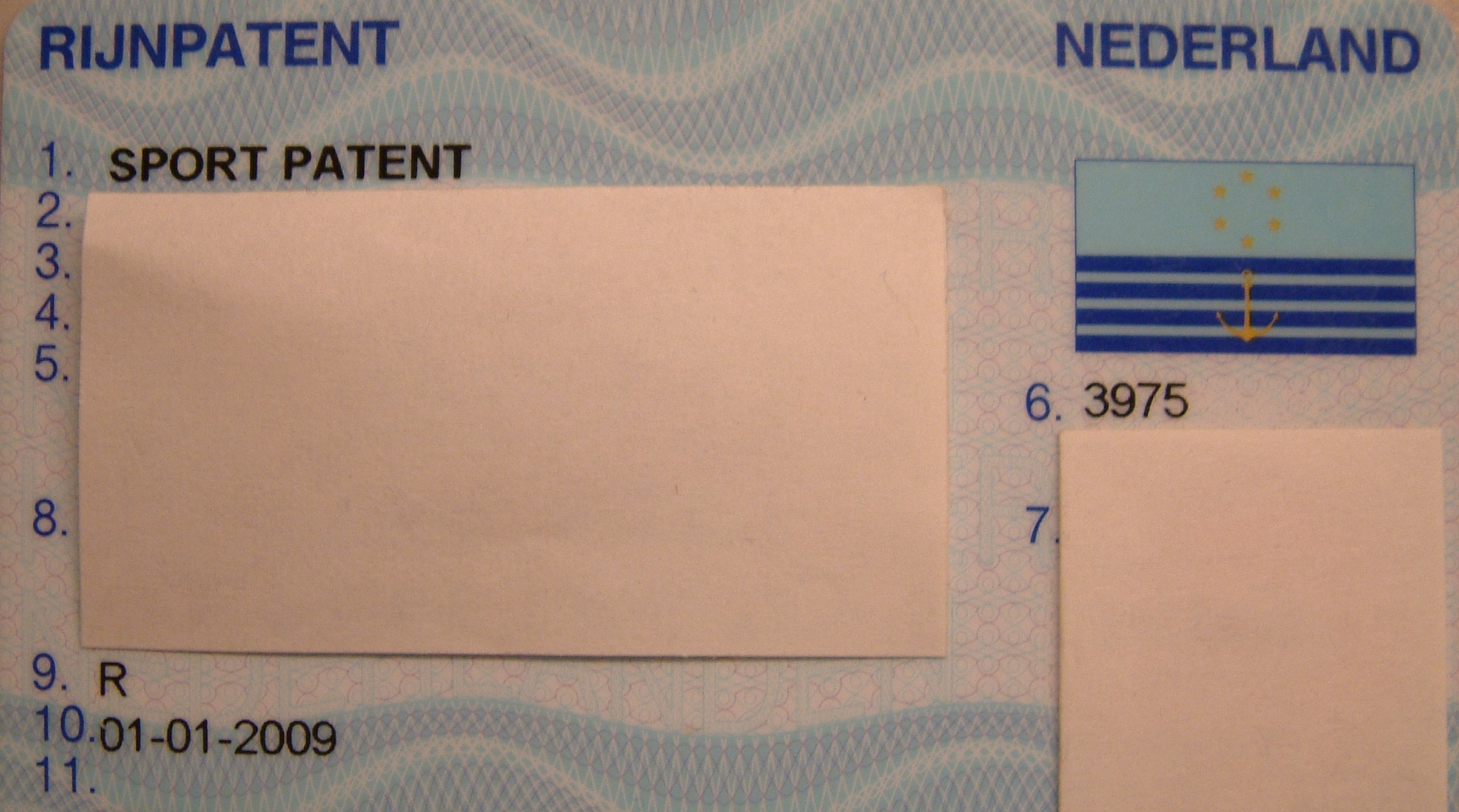
Sportpatent voorkant

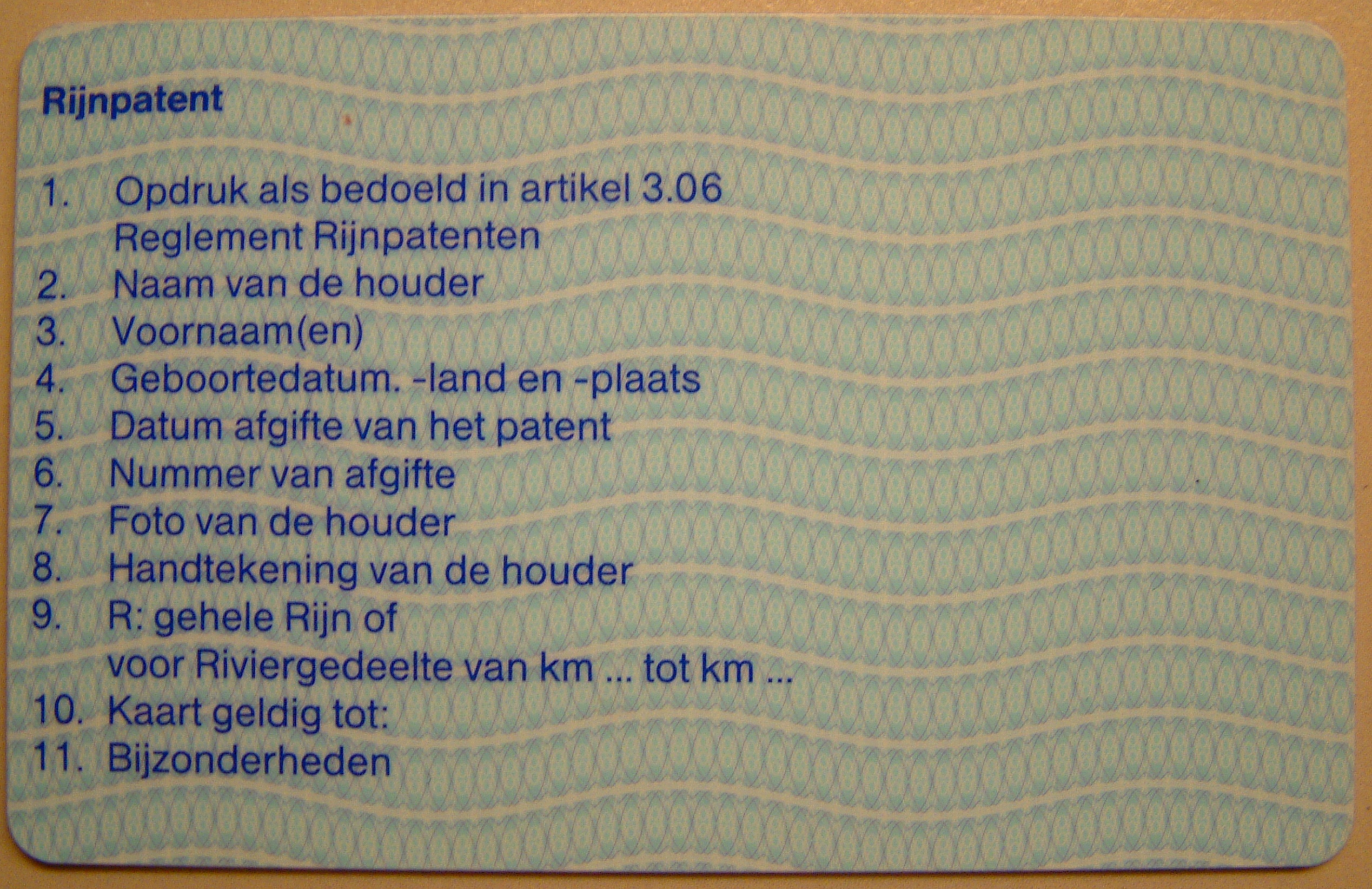
Sportpatent achterkant

Degene die op de Rijn of een gedeelte daarvan met een schip wil varen moet in het bezit zijn van een vaarbevoegdheidsbewijs, een Rijnpatent, dat verschilt per type schip. De patenten kunnen worden vervangen door een door de Centrale Commissie voor de Rijnvaart als gelijkwaardig erkend vaarbevoegdheidsbewijs, met de eventueel daaraan verbonden aanvullende voorwaarden.

## Verschillende patenten
Per 1 april 2008 zijn er de volgende patenten:
- Groot patent
- Klein patent
- Overheidspatent
- Sportpatent
- Radarpatent

Deze patenten komen in de plaats van het:
- Rijnschipperspatent
- Klein patent
- Kanaalspitsenpatent
- Politiebotenpatent
- Douanebotenpatent
- Brandweerbotenpatent
- Sportpatent
- Radarpatent

De patenten worden in combinatie afgegeven voor:
- het betreffende schip
- het te bevaren gedeelte van de Rijn of de gehele Rijn

## Wettelijke basis
Het Reglement patenten voor de scheepvaart op de Rijn. Bij ministeriële regeling worden richtlijnen vastgesteld voor de bevoegde autoriteit, overeenkomstig de door de Centrale Commissie voor de Rijnvaart aangenomen resoluties. Het vervangt het Reglement Rijnpatenten 1998 en het Reglement radarpatenten. Deze reglementen zijn per 1 april 2008 ingetrokken.

## Patent of Vaarbewijs
In Nederland begint de Rijn benedenstrooms van het Spijkse Veer en omvat mede de Waal tot Gorinchem, waar hij overgaat in de Merwede alsmede de Lek tot de splitsing Noord en Nieuwe Maas. Schippers van schepen die de Nederlands-Duitse grens niet passeren (Rijnkruisend verkeer), hoeven niet in het bezit te zijn van het Rijnschipperspatent of het grote patent, maar kunnen volstaan met:
- een nationaal vaarbewijs zoals genoemd in Bijlage I van de richtlijn nr. 91/672/EEG van de Raad van de Europese Gemeenschap van 16 december 1991 (PbEG L 373/29) inzake de wederzijdse erkenning van de nationale vaarbewijzen voor het besturen van schepen in het goederen- en personenvervoer,
- dan wel een communautair vaarbewijs afgegeven ingevolge richtlijn nr. 96/50/EG van de Raad van de Europese Unie van 23 juli 1996 (PbEG L 235) tot harmonisatie van de voorwaarden voor de afgifte van nationale vaarbewijzen voor binnenvaartuigen welke bij goederen- en personenvervoer in de Gemeenschap gebruikt worden.

Vanaf het Spijkse Veer tot aan de sluizen te Iffezheim is het grote patent verplicht.
Op de Rijn varende schepen met een lengte van minder dan 15 m kunnen volstaan met een bewijs van vaarbekwaamheid dat in overeenstemming is met de nationale voorschriften. Voor Nederland betekent dit dat de schippers van deze categorie schepen, die ingevolge het Binnenschepenbesluit moeten zijn voorzien van een klein vaarbewijs (o.a. snelle motorboten), kunnen volstaan met dat klein vaarbewijs voor het bevaren van de gehele Rijn. Dat mag ook gebruikt worden in plaats van de overige Rijnpatenten (het kleine patent, het sportpatent en het overheidspatent).
De schippers van de overige schepen met een lengte van minder dan 15 m, die ingevolge de Binnenschepenwet niet in het bezit behoeven te zijn van enig vaarbewijs, zijn hiervan eveneens vrijgesteld op de Rijn benedenstrooms van het Spijkse Veer. Indien deze schepen echter bovenstrooms van de Nederlands-Duitse grens willen varen moeten ze in ingevolge het Reglement patenten voor de scheepvaart op de Rijn in het bezit zijn van ofwel het klein vaarbewijs ofwel het sportpatent.
Degene die bij slecht zicht vaart en daarbij gebruikmaakt van radar, dient in heel Nederland en België bovendien in bezit te zijn van een Radarpatent, ongeacht de nodige overige patenten of vaarbewijzen.

## Verschil tussen patent en vaarbewijs
Voor de patenten moet men specifieke kennis bezitten van dat gedeelte van de Rijn tussen de sluizen te Iffezheim en het Spijkse Veer, dat overeenkomt met het patent dat men bezit. Voor vaarbewijzen is nergens plaatselijke bekendheid nodig, anders dan voor de categorieën van het vaarbewijs. Ten behoeve van de onderlinge communicatie hechten Rijnschippers zeer aan de "Streckenkenntnis".

## Voorwaarden voor het verkrijgen van een groot patent
- ten minste 21 jaar oud zijn
- in het bezit zijn van het marifoonbedieningscertificaat.
- lichamelijk en geestelijk geschikt zijn, aangetoond door middel van een door een bevoegd arts afgegeven medische verklaring
- van onberispelijk gedrag zijn, aangetoond door middel van een Verklaring omtrent het gedrag.
- over voldoende kennis en vaardigheden op nautisch gebied beschikken, hetgeen door het afleggen van een examen moet worden aangetoond
- vier jaar vaartijd aan kunnen tonen, die moet zijn gemaakt als lid van een dekbemanning.

## Voorwaarden voor het verkrijgen van een klein patent
- De voorwaarden voor het verkrijgen van het kleine patent komen overeen met die voor het verkrijgen van het grote patent, met uitzondering van de duur van de verplichte vaartijd en de wijze waarop die vaartijd wordt verkregen.

## Voorwaarden voor het verkrijgen van een overheidspatent
- een verklaring van de dienst waar de aanvrager werkt dat hij voldoet aan de gestelde eisen.

## Voorwaarden voor het verkrijgen van een sportpatent
- ten minste 18 jaar zijn.
- de nodige kwalificaties bezitten. De kwalificatie-eisen komen in grote lijnen overeen met de eisen gesteld voor het verkrijgen van het grote en het kleine patent met uitzondering van eisen betreffende de minimum vaartijd en het examenprogramma

## Aantonen vaartijd
De reizen op bepaalde riviergedeelten moeten worden aangetoond met behulp van een dienstboekje, dat ingevolge het Reglement onderzoek schepen op de Rijn (ROSR) voor personen werkzaam aan boord van schepen die de Rijn bevaren verplicht is gesteld, dan wel met behulp van een door de CCR erkend dienstboekje. In Nederland en België is het dienstboekje voorgeschreven. In de praktijk zullen derhalve bemanningsleden van Nederlandse schepen hun vaartijd moeten aantonen met hetzij een dienstboekje, hetzij een erkend vaarbewijs. Voor wat betreft de verrekening van de vaartijd voor het grote patent van vaartijd op zee, kunnen de vaardagen die zijn gemaakt als lid van de dekbemanning aan boord van een zeeschip met een maximum van twee jaar worden meegerekend. Hierbij geldt dat 250 zeedagen als één jaar vaartijd gelden. Het aantal zeedagen kan worden aangetoond met behulp van het monsterboekje.

## Controle van de lichamelijke en geestelijke geschiktheid
Periodiek moet de lichamelijke en geestelijke geschiktheid worden aangetoond. Vanaf het bereiken van de leeftijd van 50 jaar tot de leeftijd van 65 jaar moet dit iedere 5 jaar worden gedaan. Dat wil zeggen dat dit voor de eerste maal bij het bereiken van het 50e levensjaar moet geschieden, daarna bij het 55e levensjaar, het 60e levensjaar en ten slotte het 65e levensjaar. Na het 65e levensjaar dient de controle van de lichamelijke en de geestelijke geschiktheid elk jaar plaats te vinden. Ingevolge een van de eisen voor erkenning moeten ook erkende vaarbewijzen aan deze eisen voldoen. Ook een als gelijkwaardig erkende medische verklaring kan worden overgelegd bij de autoriteit die het Rijnpatent afgeeft.